# Abtswoudse Bos
Het Abtswoudse Bos is een aangelegd bos in de provincie Zuid-Holland, dat rond 2000 werd opengesteld. Het is ongeveer 190 ha groot en kan het best worden omschreven als een project landschapskunst. Het behoort tot het Recreatieschap Midden Delfland en ligt tegen Delft aan, tegen de wijk Tanthof, ten oosten van Schipluiden en ten noorden van Kethel. Het is in poldergebied aangelegd, in de Lage Abtwoudsche polder. Voorheen was het weideland.
Bij het aanleggen van het bos werden waterpartijen uitgegraven, bomen en struiken geplant en wandel- en fietspaden aangelegd. Er ontstond zo  een verscheidenheid in waterplantenbegroeiing van rietkragen, onderwaterplanten en drijfbladplanten. Tijdens werkzaamheden in 2020 werd voor het eerst groot onderhoud aan het gebied gepleegd, waarbij een aanzienlijk aantal bomen werd gekapt.
Moeder Aarde is een kunstobject, dat centraal in het bos ligt en uit een kunstmatige heuvel van ongeveer 200 m breed, 170 m lang en 5 m hoog bestaat. Het ligt er in de vorm van een vrouwenlichaam met haar hoofd naar het zuidwesten, maar is alleen vanuit de lucht goed te herkennen. Rond deze heuvel staan in cirkelvormige rijen essen geplant. De vijver in de buik van Moeder Aarde is het middelpunt van de cirkels, op de armen en benen staan er struiken met bessen en de knieën, handen en voeten blijven open weide. De voetpaden op de heuvel verbeelden de aders.
Het gebied gaat naar het oosten door, maar ligt niet aaneengesloten tegen het Abtswoudse Bos. De spoorlijn Den Haag - Delft - Rotterdam ligt ertussen. Het oostelijk deel heet Abtswoudsebos Oost. Abtswoude ten westen en een Delfts sportpark in het noordoosten liggen tegen het bos aan.  
Het bos is met het openbaar vervoer te bereiken met tramlijn 1 van de HTM en buslijn 64 van EBS. Hun eindstation is het Abtswoudsepark, dat in Tanthof ligt.

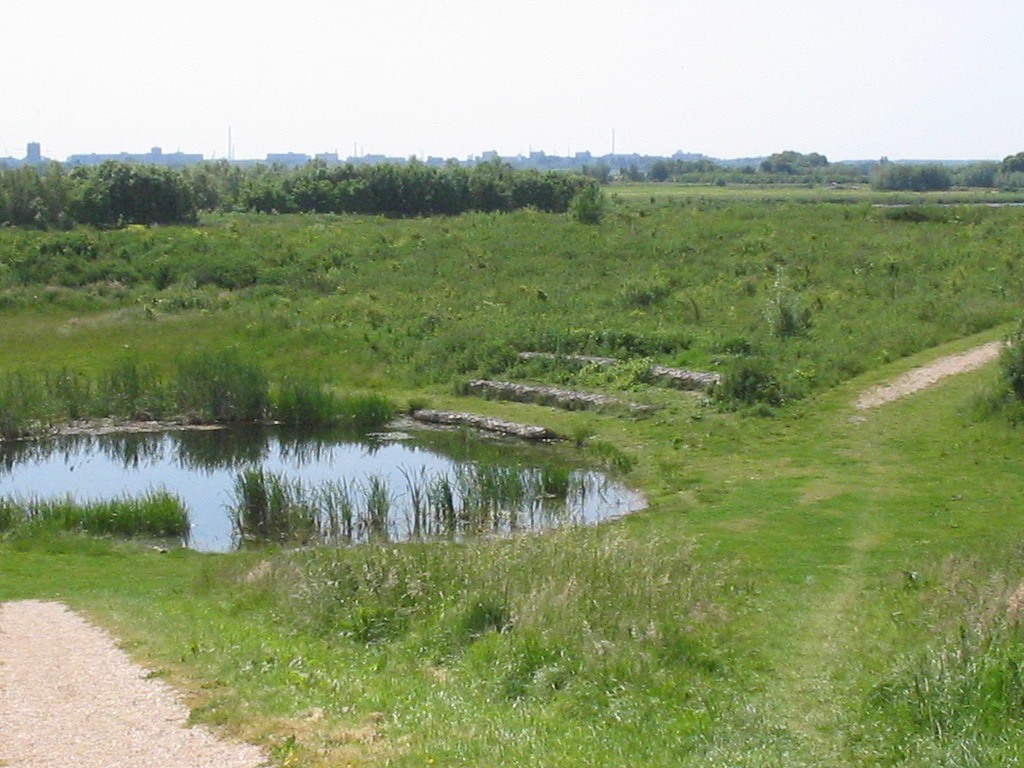
vijver van Moeder Aarde
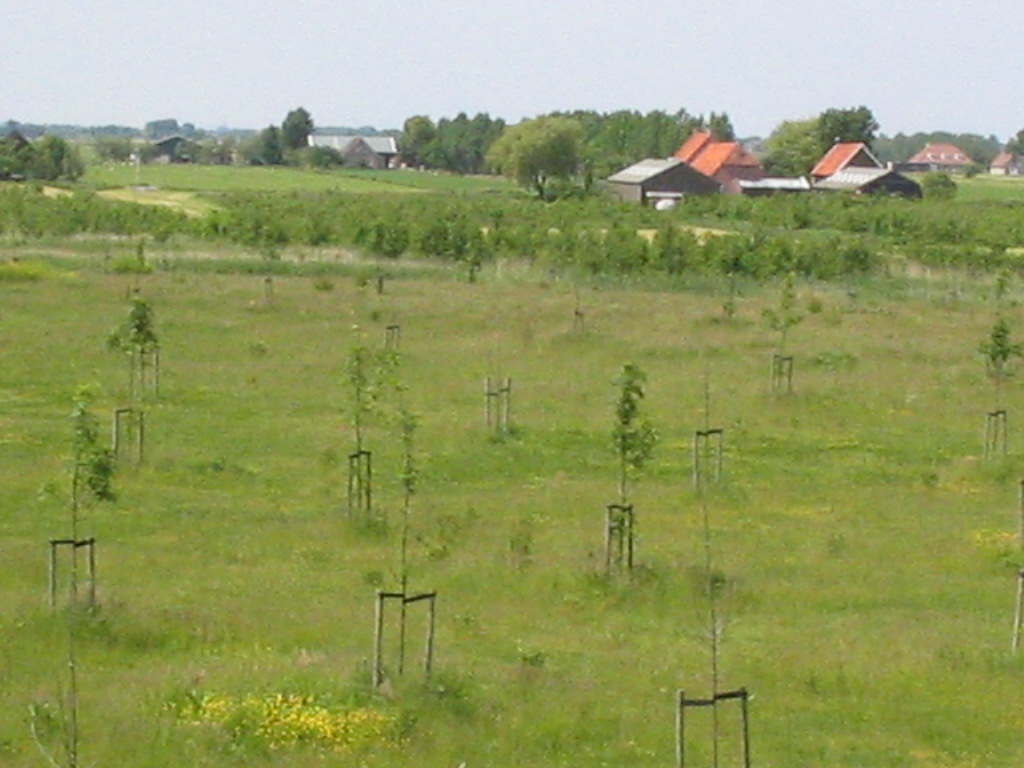
aangeplante essen
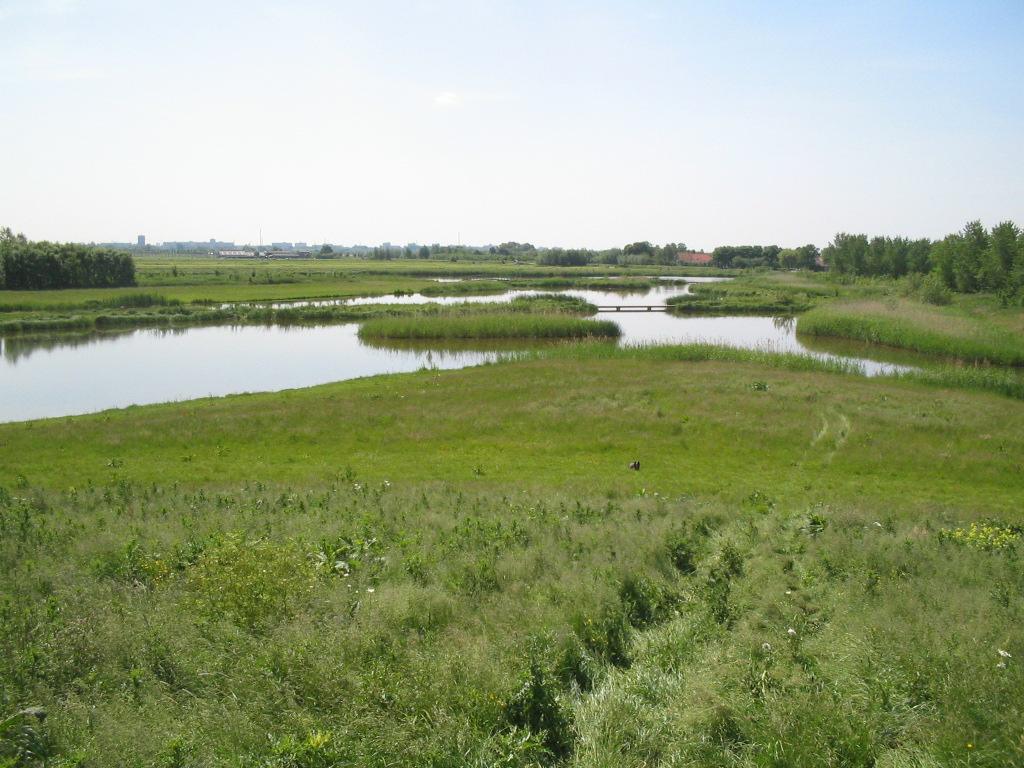
water
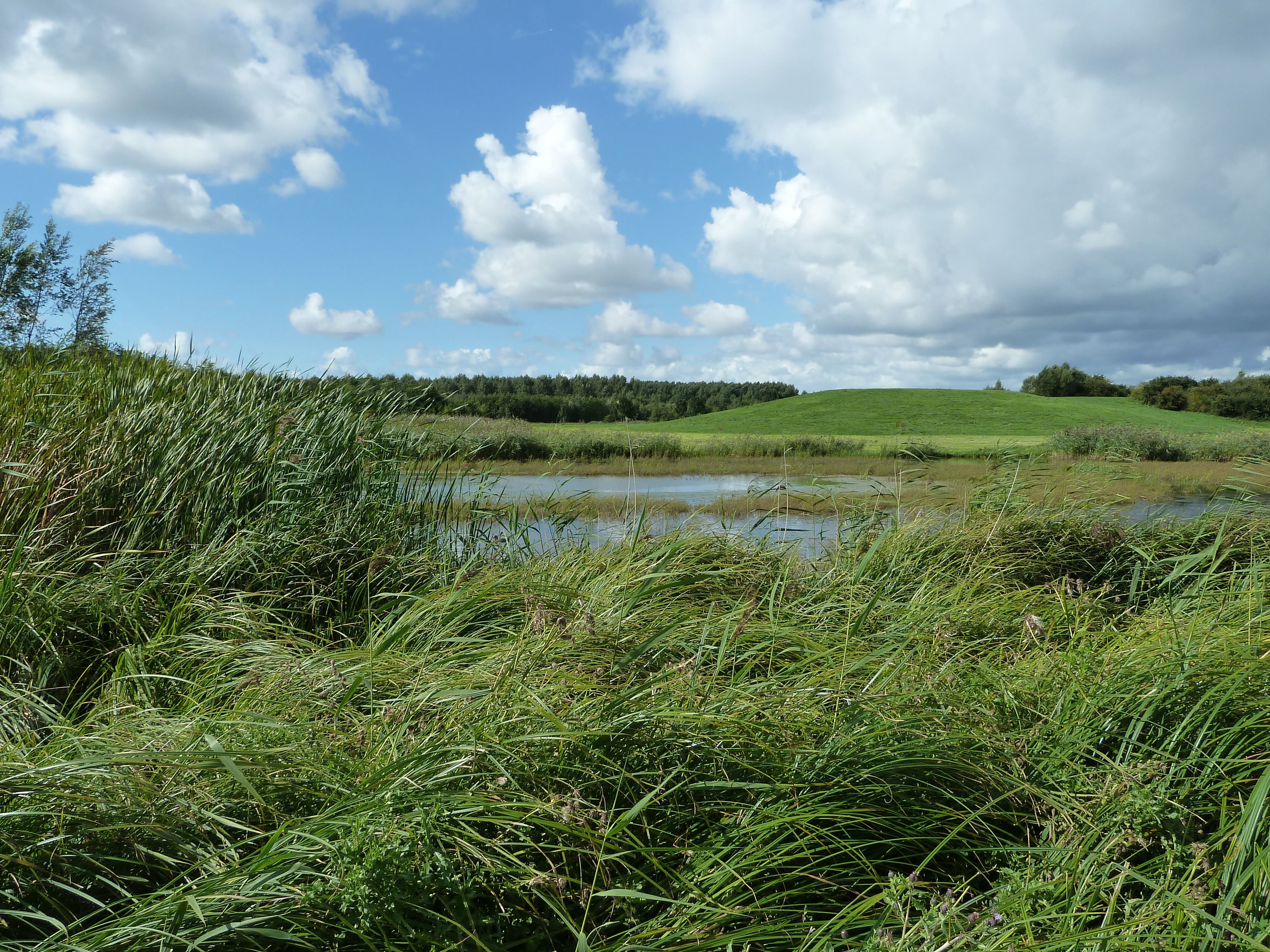
rietkraag met daarachter Moeder Aarde

De foto's zijn uit de begintijd. 